# IC 4310
IC 4310 — спиральная галактика типа S0 в созвездии Гидра. Поверхностная яркость — 12,8 mag/arcmin². Этот объект входит в число перечисленных в оригинальной редакции «Нового общего каталога».